# Elefanten-Apotheke (Düsseldorf)

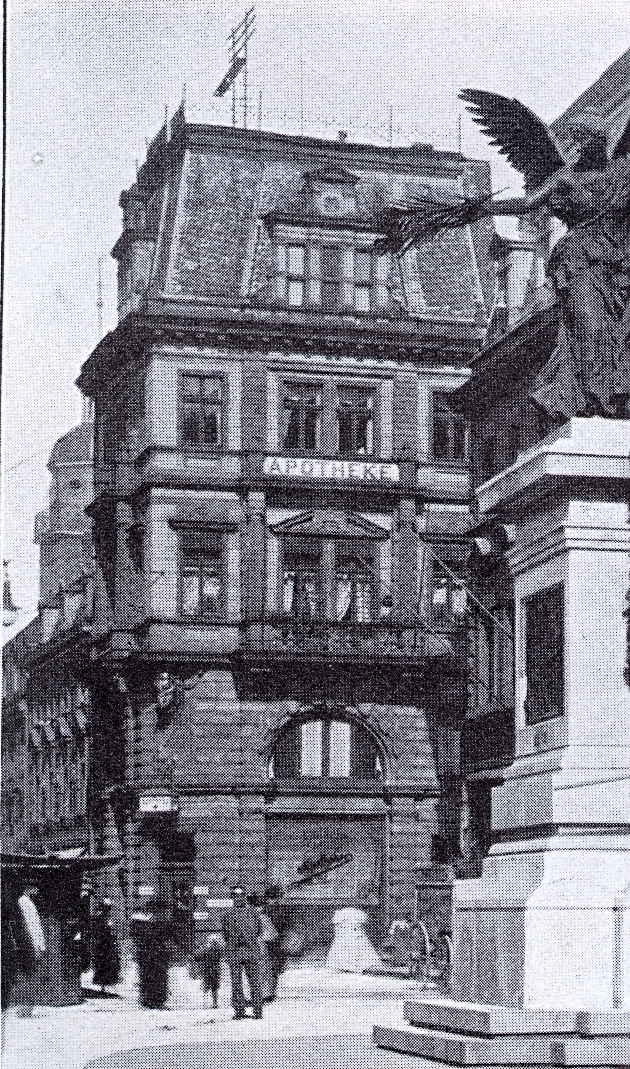
Elefanten-Apotheke an der Bolkerstraße 56 (ehemals Communicationsstraße 8) in Düsseldorf (rechts angeschnitten ist das Kaiser-Wilhelm-Denkmal)

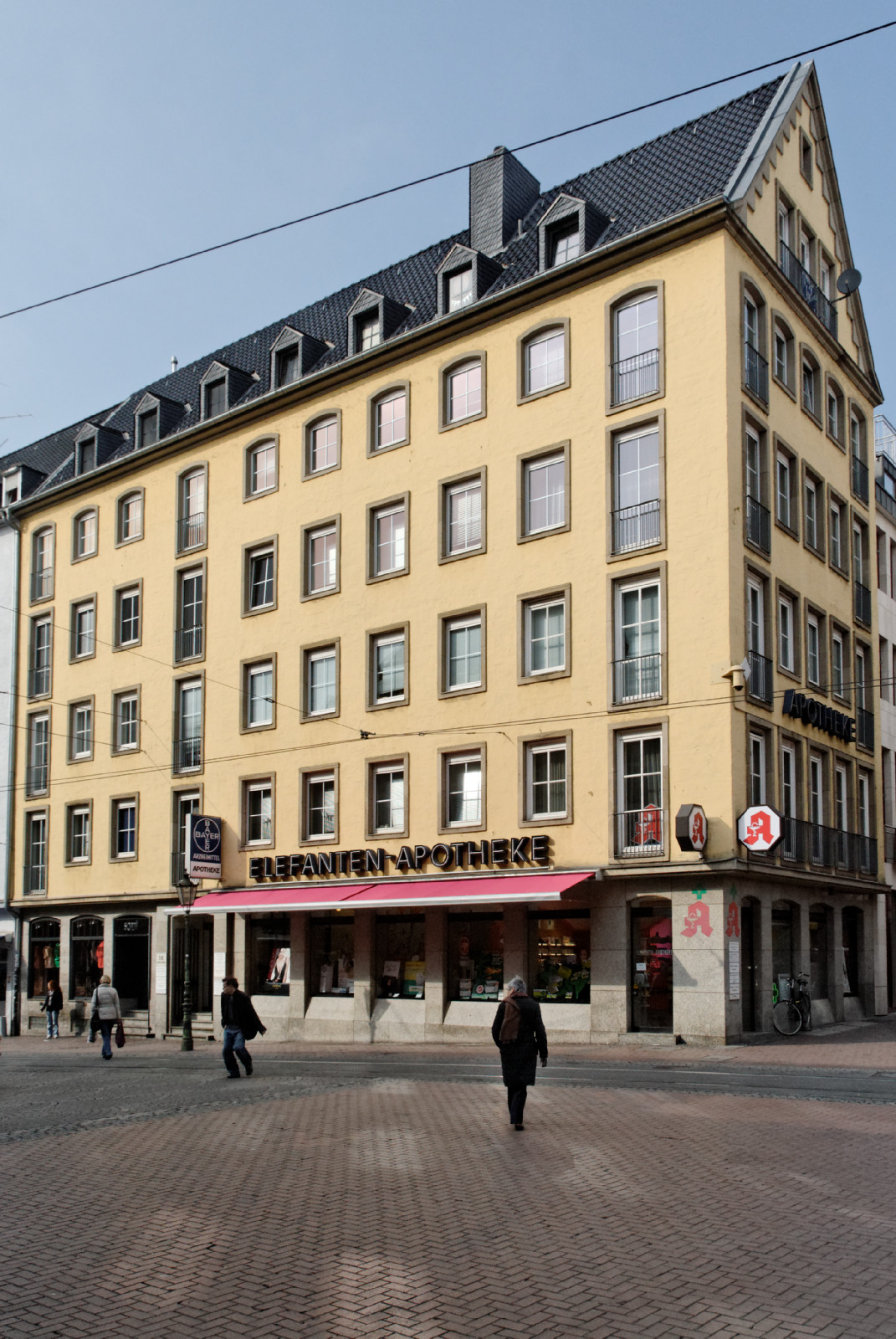
Haus Bolkerstraße 56 heute

Die Elefanten-Apotheke in Düsseldorf gehört zu den ältesten Unternehmen der Stadt. Ihre Geschichte lässt sich bis in die frühe Neuzeit zurückverfolgen. Der Name „Elephanten-Apotheke“ war seit 1798 gebräuchlich.

## Geschichte
1565 wurde dem Apotheker Quirinus Brem aus Dortmund von Herzog Wilhelm V. die Genehmigung zum Betrieb einer Apotheke gewährt. Er führte eine Apotheke in der Altestadt 7 in der Nähe der Lambertuskirche. An dieser Adresse blieb die Apotheke auch unter Brems Nachfolgern bis 1697, dann wurde sie in die Andreasstraße 9 verlegt, wo sich heute die Traditionsgaststätte Zum Csikós befindet. Nach einer langjährigen Besitzerfamilie hieß sie etwa 150 Jahre lang „Creudersche Apotheke“. In einer Kopfsteuerliste von 1663 wird die Apotheke von „Adamus Kreudener“ erwähnt (an anderer Stelle auch „Adamus Creuder“ oder „Adamus Krüder“). Der Düsseldorfer Historiker und Stadtchronist Hugo Weidenhaupt bezeichnet die dort erwähnte Apotheke als Vorläufer der späteren Elefanten-Apotheke. Die Familie Creuder verkaufte die Apotheke 1798 an Johann Wilhelm van Zütphen. Dieser verlegte sie in die Bolkerstraße 46 und nannte sie „Elephanten-Apotheke“. Der Grund dieser Namensgebung ist unbekannt. Als Apotheker Kannenberg das Geschäft besaß, brannte es am 21. Juni 1834 im hinteren Teil der Apotheke, wo unter den aufgebrochenen Brettern 34 Fünffrankenstücke aus den Jahren 1809, 1810, 1811 und 1812 und eine Partie altbergischer 3 Stüberstücke (Blafferte) gefunden wurden. 1854 übernahm Eduard Bausch (1826–1893) die Apotheke und verlegte das Geschäft im Jahre 1877 in das Haus „König von Preussen“ in der Bolkerstraße 56 (ehemals Communicationsstraße 8), das von Johann Wilhelm Caspers bewohnt wurde. Das gründerzeitliche Haus, in das die Apotheke 1877 verlegt wurde, wurde im Zweiten Weltkrieg zerstört. Als Apotheke wurde es mit einem großen Elefantenkopf über der Eingangstür geschmückt. Der Apotheker Bodo Görgel baute das Haus im Jahr 1950 wieder auf. Sein Sohn Dietrich Bodo Görgel und anschließend sein Enkel Alexander Görgel führen die Apotheke seitdem weiter. Architekt war Gustav August Munzer.
Das Haus weist ein Relief auf, das einen Indischen Elefanten mit der Jahreszahl 1565 zeigt.